# Phyllophaga denticulata
Phyllophaga denticulata är en skalbaggsart som beskrevs av Blanchard 1851. Phyllophaga denticulata ingår i släktet Phyllophaga och familjen Melolonthidae. Inga underarter finns listade i Catalogue of Life.